# دائرة سيدي نعمان
دائرة سيدي نعمان إحدى دوائر ولاية المدية الجزائرية . عاصمتها هي سيدي نعمان وتضم بلديات : 
- سيدي نعمان
- بوشراحيل
- خمس جوامع